# Марьяшев, Алексей Николаевич
Алексей Николаевич Марьяшев (4 декабря 1933, Алма-Ата — 12 марта 2018, там же) — советский и казахстанский археолог, альпинист. Специалист по наскальным изображениям. Чемпион Казахстана по альпинизму. Мастер спорта СССР по альпинизму (1960). доктор исторических наук.
Автор и соавтор 16 монографий. Книга «Наскальные изображения Южного Казахстана и Семиречья» издана на немецком языке (1998).

## Биография
Окончил историко-филологический факультет Казахского педагогического института (1957).
```
Чемпион Казахстана за восхождение на Хан-Тенгри (1962), чемпион Казахстана за первовосхождение по юго-западному контр-форсу на вершину Бодхона (1967).
```

Лучшие восхождения: 1962 — п. Хан-Тенгри (7012), 1964 — п. Ленина (7134), 1966 — п. Е. Корженевской (7150), 1967 — Ботхона (Фанские горы), 1983 — траверс Талгарской подковы".
Трижды покорял пик Ленина и трижды — пик Корженевской.
В 1985 году руководил раскопками археологического памятника поселение Талапты в западной части Жетысуского (Джунгарского) Алатау, в долине реки Коксу.
Главный научный сотрудник Института археологии АН РК. Доктор исторических наук (1995, тема диссертации «Наскальные изображения Средней Азии, Южного Казахстана и Семиречья»).

## Сочинения
- Наскальные изображения в горах Ешкиольмес [Текст] / А. Н. Марьяшев, А. Е. Рогожинский. — Алма-Ата. : Гылым, 1991. — 48 с. : ил. — ISBN 5-628-00885-5
- Наскальные изображения Южного Казахстана : диссертация … кандидата исторических наук : 07.00.06. — Алма-Ата, 1976. — 151 с. + Прил. (133 л.) + Прил. (110 л.: ил.) + Альбом (29 л.: ил. 20 х 33 см).
- Наскальные изображения Средней Азии, Южного Казахстана и Семиречья : диссертация … доктора исторических наук : 07.00.06. — Алматы, 1995. — 204 с. + Прил. (299с.: ил.).
- Наскальные изображения хребта Каратау [Текст] / М. К. Кадырбаев, А. Н. Марьяшев ; АН КазССР. Ин-т истории, археологии и этнографии им. Ч. Ч. Валиханова. — Алма-Ата: [б. и.], 1977. — 229 с. : ил.; 20 см.
- Петроглифы в горах Кульжабасы [Текст] / К. М. Байпаков, А. М. Марьяшев; [отв. ред.: В. А. Новоженов] ; М-во образования и науки Респ. Казахстан, Ин-т археологии им. А. Х. Маргулана. — Алматы: [б. и.], 2004. — 27, [1] с., [43] л. ил., цв. ил., карт; 29 см; ISBN 9965-9459-6-9 : 400 экз.

## Награды
Лауреат Премии и медали имени Иосифа Кахиани 1991 за работы по археологии в условиях высокогорья.